# Onze-Lieve-Vrouw van Medjugorje

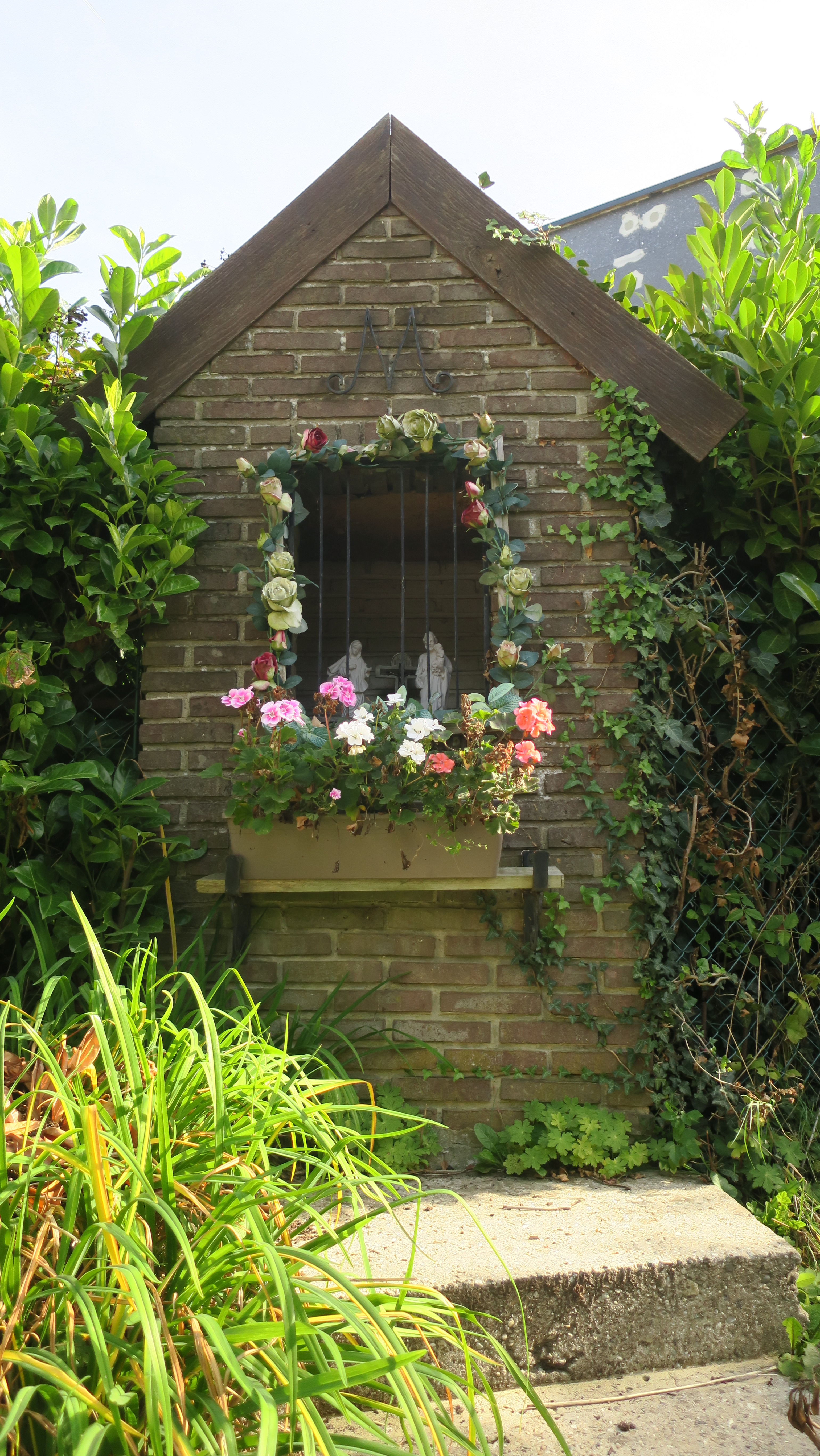

De kapel ter ere van Onze-Lieve-Vrouw van Medjugorje bevindt zich in de Vlaams-Brabantse gemeente Halle. De kapel is gelegen aan de kruising van de holle wegen Kleinheide en de Hallerbosstraat.

## Historiek
Op deze plaats werd wellicht een eerste bakstenen kapel opgericht in het laatste kwart van de 19e eeuw. In ieder geval is er een kapel aangeduid op de topografische legerkaart van 1904. In 1928 werd het gebedshuisje her- of verbouwd. De huidige kapel heeft min of meer hetzelfde uitzicht.

## Architectuur
De bakstenen pijlerkapel in halfsteensverband heeft een zadeldak dat heden bekleed is met roofing. De dakrand is voorzien van een sobere houten beplanking. In de topgevel bevindt zich de smeedijzeren letter ‘M’. De rechthoekige nis is afgesloten met een ijzeren hek en is rondom versierd met kunstbloemen en onderaan een bloembak. In de nis staan twee heiligenbeelden van Sint-Jozef met kind op de arm en Onze-Lieve-Vrouw van Medjugorje.